# Noc trifidů
Noc trifidů (anglicky: The Night of the Triffids) je vědeckofantastický román britského spisovatele Simona Clarka, který volně navazuje na známé literární dílo Johna Wyndhama Den trifidů. Kniha je psána v ich–formě, vypravěčem je David Masen, syn Williama (Billa) Masena. Dílo v roce 2002 vyhrálo britskou literární Cenu Augusta Derletha.
Česky knihu vydalo nakladatelství Polaris v letech 2003 a 2008.

## Námět
Příběh Davida Masena, syna Williama Masena se odehrává 25 let po globální katastrofě, kdy během jediné noci oslepla téměř veškerá lidská populace. Ti, kteří přežili, se snaží založit životaschopné komunity, v nichž by byli relativně v bezpečí před smrtícími trifidy, masožravými rostlinami, které disponují záhadnou inteligencí. Mimo náročný boj s trifidy se lidé v atmosféře tíživé nejistoty často uchylují k vzájemným šarvátkám. Když jednoho dne zahalí celou planetu tma, mnozí si myslí, že nastal konec. Pilot David Masen je pověřen vzlétnout s letadlem vysoko nad mraky a zjistit příčinu tmy. Není to snadný úkol.

## Obsah knihy
Kniha je mimo prologu rozčleněna do 45 kapitol:
| - 1. Temnota přichází... - 2. Starý nepřítel - 3. Oko bouře - 4. Noční kraj - 5. K temnému nebi - 6. Rekognoskace - 7. Osamění - 8. Ostrov, na kterém straší... - 9. Nalodění - 10. Otázky a odpovědi - 11. Noc - 12. Nezdar - 13. Dál - 14. Metropole - 15. Projížďka | - 16. Rytmy noci - 17. Objevený ráj - 18. Rozhovor - 19. Znamení - 20. Jonáš - 21. Prohlídka - 22. Algonquinové - 23. Zjevení - 24. Zvrat - 25. Ústup - 26. Zrak a sluch - 27. Návrat - 28. Návštěva - 29. Rekonstrukce - 30. Kolumbův rybník | - 31. Dítě nouze - 32. Trocha plánování - 33. Noční stěna - 34. „Nějaká jiná ruka...“ - 35. Dvojník - 36. Sám - 37. ...a tak jako Orfeus - 38. Marnost - 39. Do hlubiny - 40. Něco zlého se blíží... - 41. Hodina nula - 42. Boj - 43. Přestávka - 44. V zemi slepých jednooký králem - 45. Svět potom |

## Děj
Po nouzovém přistání s hydroplánem je pilot David Masen nucen přečkat noc ve vesnici Bytewateru u pana Hartlowa. Ráno se David Masen probudí do naprosté tmy a lekne se, že také přišel o zrak. Záhy zjistí, že se mýlí, podaří se mu najít lampu a rozsvítit. Jeho oči jsou v pořádku, což se nedá říci o venkovním světě. Již dávno mělo vyjít Slunce, ale (nejen) na ostrově Wight, kde se nachází lidská komunita, je stále tma. Masen se vydá na průzkum a narazí na trifidy. Z budovy poštovního úřadu informuje rádiem krizový štáb, že ostrov čelí invazi trifidů. Ukryje se v Domě matek, dokud protitrifidí brigády nezničí všechny nebezpečné rostliny.
Masen je vyslán, aby společně s meteorologem Hinkmanem zjistili příčinu tmy. Hinkman se domnívá, že světlo cloní nezvyklý mrak obsahující částice písku, ale když dvoumístné letadlo vyletí nad něj do výše 10 000 metrů, je zřejmě, že to není ta pravá příčina tmy. Po obloze se táhne tlumená červeň. Hinkman spekuluje, zda není na vině masivní sopečná erupce, která vyvrhla do ovzduší množství sopečného prachu. Později vyjde najevo, že Země procházela oblakem kosmického prachu.
Masen ztratí rádiový kontakt se základnou a v absolutní tmě nouzově přistane. Hinkman je záhy zabit trifidy. Masen jim dokáže odolat v letecké kombinéze a přilbě a vydá se na průzkum. Zjistí, že přistál na velkém plovoucím ostrově z vegetace a naplavenin. Nepochybuje, že je to dílo trifidů, kteří se tímto způsobem dokázali vylodit na ostrově Wight. Objeví asi patnáctiletou dívku, která zde přežívá. Dokáže komunikovat jen několika trhanými větami, později vyjde najevo, že se jmenuje Christina Jane Schofieldová a její rodiče zemřeli, když jí bylo pět let. Od té doby se musela o sebe postarat sama a zdivočela. Jejímu přežití napomohlo, že je imunní vůči trifidímu jedu.
Po několika dnech Masena a díky jeho intervenci i Christinu zachrání posádka parníku Beagle Minor, která proplouvá kolem. Jde o loď z New Yorku. David není příliš opatrný a prozradí o sobě a své komunitě více, než by měl. Parník pod záštitou vědecké výzkumné činnosti obeplouvá kontinenty a de facto provádí výzvědnou činnost, mapuje rozmístění lidských osídlení. Na palubě se David Masen seznámí s posádkou, mezi jinými s Kerris Baedekkerovou a Gabrielem Deedsem. Je mu řečeno, že bude odvezen domů, ale přijde rozkaz k okamžitému návratu do New Yorku a Masenovi nezbývá nic jiného, než se podvolit.
David poznává v New Yorku úplně jiný svět, vypadá jako téměř nepoznamenaný katastrofou. Restaurace, bary, kluby, metro, vše funguje, na silnicích je hustý provoz. Občas nějaké auto nedobrovolně zastaví a Masen se dozví, že New York nemá vhodné palivo pro motory, používá dřevný líh, jenž ničí písty. Kerris jej bere na prohlídku města a později jej seznámí s generálem Fieldingem, de facto hlavním vůdcem města a jejím otcem. Fielding je ve skutečnosti Torrence z předchozí knihy Den trifidů, kterému se podařilo uniknout z trifidy obleženého stavení za cenu oslepnutí na jedno oko. Ihned mladého Masena poznává. Tajně plánuje zaútočit na Wight a získat technologii zpracování trifidího oleje. Dalším ještě důležitějším faktorem je pro něj Christina s její imunitou vůči trifidům. Fielding alias Torrence hodlá ovládnout obrovský prostor a proto jsou ženy nuceny pod různými záminkami k plození dětí. David Masen se zahledí do Kerris Bedekkerové a touží s ní odjet domů na ostrov Wight.
Situace se mění, když je z New Yorku unesen do komunity Lesáků, jejímž agentem je i Gabriel Deeds. Tam pochopí povahu vlády New Yorku a rozhodne se přidat ke komunitě, která je často napadána oddíly Fieldingových vojáků. Lesáci jsou roztroušení podél řek, vůdcem místní osady je jistý Sam Dymes, kultivovaný muž. Velení Lesáků chystá operaci k záchraně Christiny Jane Schofieldové z New Yorku, která je životně důležitá. Pokud selže, Fielding bude mít volné pole působnosti a nebude možné jej zastavit. Předtím musí Lesáci dočasně opustit osadu, protože ta byla napadena torpédovými čluny z New Yorku. Přestože je to krajně nebezpečné, Masen se účastní přepadové akce jako pilot a dokonce navrhne zlepšení výškoměru, díky čemuž se letadla dostanou v malé výšce nepozorovaně do New Yorku, aniž by byla odhalena radary.
V New Yorku už na ně čekají spojenci z ghetta za 102. paralelou, kde je relativně lehké uniknout nežádoucí pozornosti. Komando se vydává do akce a Masen má čekat, dokud se pro něj nevrátí. Octne se v nebezpečí a tak musí jednat, uprchne z pracovního tábora společně s průvodkyní Marni na druhou stranu Manhattanu, kde se mu podaří narazit na jednotku Lesáků s Deedsem v čele. Jejich plánem je vyvolat paniku a obsadit Empire State Building, v níž je podle rozvědky držena Christina. Situaci komplikují trifidé, kteří pronikli do města (cestu jim otevřeli Lesáci). Obyvatelstvo prchá na sever za 102. paralelu. Budovu se podaří obsadit, Christina je osvobozena a s ní i Kerris, která stojí též na straně Lesáků. Nicméně Fieldingovým mužům se podaří lstí získat výhodu. Netrvá dlouho, Fieldingova krutovláda je smetena vzpourou obyvatel z ghetta.
| „                           | A tak, ať to byla náhoda nebo ne, sedím teď ve světě, který se velice liší od světa, v němž jsem vyrostl. | “ |
| — Simon Clark - Noc trifidů | |   |

## Prostředí

### Postavy
- Kerris Baedekkerová – dcera generála Fieldinga z New Yorku.
- Gabriel Deeds – agent Lesáků v New Yorku.
- Sam Dymes – vůdce jedné osady Lesáků.
- generál Fielding – vojenský velitel New Yorku.
- pan Hartlow – asi 65letý slepec na ostrově Wight (vesnice Bytewater), před katastrofou pracoval jako právní poradce v Londýně, specializoval se na autorské právo. David Masen u něj přespí jednu noc poté, co jeho hydroplán měl nehodu.
- Seymour Hinkman – mladý meteorolog z ostrova Wight.
- Dek Hurney – člen vědeckého týmu na palubě parníku.
- Jazmay – členka Lesácké komunity.
- Marni – Fieldingova dcera, která upadla v jeho nemilost a tak ji nechal zmrzačit a deportovat do ghetta. Je velmi podobná Kerris.
- David Masen – syn Williama Masena, pilot a protagonista příběhu.
- William Masen – otec Davida Masena, biochemik, snaží se nalézt účinnou protilátku proti trifidímu jedu.
- Lisabeth Masenová – sestra Davida Masena, má literární vlohy.
- Rory Masterfield – člen vědeckého týmu na palubě parníku, důležitý muž generála Fieldinga.
- Mitch Mitchell – kolega Davida Masena z leteckého útvaru ostrova Wight.
- Reynolds – velitel letectva ostrova Wight.
- Rowena – Fieldingova dcera, žije v ghettu, rovněž podobná Kerris.
- kapitán Sharpstone – kapitán parníku Beagle Minor, který zachrání Davida Masena z plovoucího ostrova.
- Christina Jane Schofieldová – dívka, kterou Masen zachrání z plovoucího ostrova. Díky své imunitě vůči trifidímu žahnutí se stane hlavním objektem zájmu generála Fieldinga z New Yorku.
- Kim So – žena s orientálními rysy, která se na parníku Beagle Minor a v New Yorku stará o zcivilizování Christiny Jane Schofieldové.

### Trifidi
Trifidi mají svou zvláštní lidem skrytou inteligenci. Jsou schopni se dorozumívat chřestěním proutků o stonek. Později vyjde najevo, že jejich kalich funguje jako anténa, která dokáže zachytit lidský pohyb. Dokáží překonat mořskou úžinu za pomoci plovoucích ostrovů z vegetace.
Běžný trifid (neboli pseudopodia) dorůstá do výšky cca 2,5 m a dokáže se přesunovat. Během 2 let mu doroste žahadlo, jímž dokáže zasáhnout cíl na 3–5 m, zasažený člověk umírá, pokud mu není okamžitě injekčně podán protijed.
Trifidé mohou posloužit i jako surovina pro výrobu plastů a léků. Z jejich vláken se vyrábějí provazy a některé jejich části se dají konzumovat.
Trifidé rovněž vytvářejí mutace v poměrně krátké době. Existují i vodní trifidové a na konci knihy se v New Yorku objeví obrovské rostliny, které se pohybují až třikrát rychleji než běžný trifid.

### Lesáci
Lesáci jsou v New Yorku nazýváni jako Quintlingova frakce. Joshua Quintling byl jeden ze zakladatelů New Yorku, dokud jej Fieldingovy brutální metody nevyštvaly z města. Komunity se drží na malých územích zejména v ústí řek a vzájemně udržují letecké spojení. Provozují několik ropných vrtů a rafinerií, díky čemuž mají benzín. Musí mimo jiné čelit pirátským bandám, útokům Fieldingových lodí a také trifidům. V jejich těsném sousedství žije indiánský kmen Algonquiů, jehož členové jsou vesměs imunní vůči trifidímu jedu.

### New York
New York je v postapokalyptickém věku soustředěn výlučně na ostrově Manhattan a zároveň je oddělen na 2 části (severní a jižní) tzv. 102. paralelou. Žije zde na 300 000 obyvatel. Jižní část Manhattanu prosperuje téměř jako před katastrofou, jsou zde neporušené mrakodrapy, otevřené restaurace, bary a kluby, fungující doprava včetně podzemní dráhy. Oficiálně má 4 vládce – tetrarchy, každý z nich má na starost určitou oblast správy. Generál Fielding je vojenským velitelem, doktor Wiseman má na starost politickou linii a zdroje, Valeria Zitová obnovu populace a Joe Garibaldi obnovu průmyslu. Prakticky má největší vliv generál Fielding. Kdo se odváží proti němu vystoupit nebo kritizovat vládu, je nemilosrdně odeslán do ghetta za 102. paralelou. Fielding disponuje i atomovými bombami.
V ghettu na severní straně 102. paralely odděleném zdí a střeženou policií je situace kontrastní k luxusu a konzumu druhé části. Je to v podstatě obrovské vězení, kde jsou lidé nuceni tvrdě pracovat bez ohledu na jejich fyzický stav. Dostávají malé příděly jídla. Byla jim účelově vytvořena závislost na heroinu. Fieldingova policie zde má téměř neomezenou moc a pravidelně toho zneužívá. Velké procento zde držených obyvatel jsou slepci. V místních továrnách se vyrábí zboží pro jižní část.

### Ostrov Wight
Na ostrově Wight žije soběstačná komunita lidí, kterým se podařilo z ostrova vyhladit všechny trifidy. Těsně po katastrofě před 25 lety měl ostrov jen několik set obyvatel, populace se rozrostla s příchodem uprchlíků z britské pevniny, Irska, nebo z kontinentální Evropy. Absolutní prioritou je znovuobnovení lidské populace, usiluje se o vysokou porodnost. Na ostrově existují Domy matek – samostatné komunity žen, které si vybírají muže k plození dětí. Za minimum je považováno 6 potomků.
Obyvatelstvo disponuje několika letadly k vlastní obraně. Vědci vyvinuli zařízení na výrobu rafinovaného trifidího oleje, který slouží jako palivo pro motory (o toto zařízení má velký zájem generál Fielding z New Yorku). Společnost na ostrově dosáhla značné zručnosti v opravách všeho druhu a v recyklaci, ale netěží žádné rudy.
Kolem průlivu La Manche existují další roztroušené kolonie, které bojují o holé přežití.

## Ohlasy
„Celkově vzato, Noc trifidů je kvalitní fikce, která potěší každého fanouška sci–fi / horroru.“
„Noc trifidů je velmi odlišné dílo od svého předchůdce a lze jej považovat za slušný sci–fi román. Nedosahuje však mistrovství Wyndhamova originálu, klasiky britské science fiction.“

## Česká vydání
- Noc trifidů; 1. vydání, Polaris, 2003, překlad Petr Kotrle, brožovaná, 344 stran, autor obálky: Chris Moore, ISBN 80-7332-032-0
- Noc trifidů; 2. vydání, Polaris, 2008, překlad Petr Kotrle, vázaná s papírovým přebalem, 344 stran, autor obálky: Chris Moore, ISBN 978-80-7332-119-2

### Související článek
- Trifid (fiktivní rostlina)